# Sex & Religion
Sex and Religion —en español: Sexo y religión— es un disco de Steve Vai presentado bajo el nombre simplemente de "Vai", antes se llamaba "Light Without Heat", pero tuvo que ser cambiado debido a cuestiones de derecho de autor a su nombre original. Cuenta con la participación de Devin Townsend guitarrista y vocalista de Devin Townsend Band en la voz antes de que comenzara uno de sus propios grupos. Townsend también coescribió el tema "Pig", así como "Just Cartilage", que no se incluyó en el álbum. Vai también coescribió el tema "In My Dreams with You" junto a Desmond child

## Antecedentes y Conflictos
Para este álbum, Vai quería armar una banda de músicos que inspirara respeto, incluyéndose él, a Devin Townsend, el bajista T.M. Stevens y a su compañero/alumno de Frank Zappa, el baterista Terry Bozzio. Vai terminó la micro-gestión de la composición y grabación, este proceso causó muchos conflictos durante la realización del álbum. La banda que grabó el disco nunca realizó alguna gira debido a los conflictos durante el proceso de grabación.
Después de que el álbum fuese terminado, la banda se separó, Vai hizo una gira con Townsend y varias sesiones con bajistas y bateristas

## Listado de canciones
Todas las canciones escritas y compuestas por Steve Vai, excepto donde se indica.. 
| N.º   | Título                      | Escritor(es)             | Duración |  |
| 1.    | «An Earth Dweller's Return» |                          | 1:03     |  |
| 2.    | «Here & Now»                |                          | 4:47     |  |
| 3.    | «In My Dreams With You»     | Child / Greenawalt / Vai | 5:00     |  |
| 4.    | «Still My Bleeding Heart»   |                          | 6:00     |  |
| 5.    | «Sex & Religion»            |                          | 4:24     |  |
| 6.    | «Dirty Black Hole»          |                          | 4:27     |  |
| 7.    | «Touching Tongues»          |                          | 4:33     |  |
| 8.    | «State of Grace»            |                          | 1:41     |  |
| 9.    | «Survive»                   |                          | 4:46     |  |
| 10.   | «Pig»                       | Townsend / Vai           | 3:36     |  |
| 11.   | «The Road to Mt. Calvary»   |                          | 2:35     |  |
| 12.   | «Down Deep into the Pain»   |                          | 8:01     |  |
| 13.   | «Rescue me or Bury Me»      |                          | 8:25     |  |
| 59:18 |                             |                          |          |  |

## Sencillos
- Down Deep into the Pain/I Would Love to
- In My Dreams with You/Erotic Nightmares

## Personal
- Steve Vai - Guitarra, voces
- Devin Townsend - Voz principal
- T. M. Stevens - Bajo
- Terry Bozzio - Batería